# Gustav Lundgren (fotbollsspelare)
Gustav Oskar Lundgren, född 18 april 1995, är en svensk fotbollsspelare (ytter/mittfältare) som spelar för Gais.

## Biografi
Lundgren spelade i ungdomen förutom fotboll även ishockey i Hanhals IF, där han tampades med Niklas Rubin om målvaktsposten, samt innebandy. Han var nära att välja att gå på innebandygymnasium i Halmstad, men då han fick chansen att spela i division III-klubben Tölö IF:s A-lag ändrade han sig och valde i stället ett fotbollsgymnasium. Han fick också ett erbjudande från Warberg IC, vilket han ratade för att kunna fortsätta med fotbollen. Efter fyra säsonger i Tölö gick han inför säsongen 2016 till Onsala BK, också de vid den här tiden i division III. Han var 2018 med och tog upp Onsala i division II, då han gjorde 20 mål på 21 matcher. Flera klubbar högre upp i seriesystemet var intresserade av att värva honom, däribland Lindome GIF och Tvååkers IF, men Lundgren valde tryggheten i Onsala. 2021 blev Lundgren, nu lagkapten i Onsala, utsedd till den bästa mittfältaren i division II Västra Götaland.

### Gais
Först som 26-åring tog Lundgren inför säsongen 2022 steget till en annan nivå. Han provspelade med Örgryte IS i Superettan, men skrev till sist i stället på för lokalrivalen Gais, som då just hade åkt ner i Ettan södra. En stor faktor till att det blev just Gais var att klubbens huvudtränare Fredrik Holmberg tidigare hade varit Lundgrens tränare i Onsala. Lundgren blev snabbt en reguljär pjäs i Holmbergs startelva i det Gais som i stor stil vann serien och avancerade till Superettan 2023. Han gjorde sex mål på 28 matcher för Gais under säsongen 2022, och när avancemanget var klart tecknade Lundgren och Gais ett tvåårskontrakt över säsongerna 2023 och 2024. I Superettan 2023 var Lundgren återigen en viktig spelare för Gais när laget gick upp i Allsvenskan; han gjorde tre mål och tolv assist under säsongen och vann hela seriens assistliga. I september 2023 förlängde han sitt kontrakt med ytterligare fyra år, över säsongen 2027.
I sin allsvenska debutsäsong 2024 gjorde Lundgren en imponerande insats, och utsågs till månadens spelare i hela Allsvenskan både i juli och i september. Inför säsongen 2025 förlängde han återigen sitt kontrakt, till och med säsongen 2029.

## Spelstil
När Gais värvade Lundgren 2022 sade tränaren Fredrik Holmberg att han var "en kantspelare som har potential att bli en viktig poängspelare för oss. Han är duktig en mot en, skapar mycket målchanser för laget och kommer också till bra avslut själv."